# Morrigan (Dragon Age)
Morrigan è uno dei personaggi più importanti della saga videoludica Dragon Age. Appare la prima volta nel primo capitolo Dragon Age: Origins come personaggio giocabile ed uno dei protagonisti, nonché come potenziale storia d'amore se Il Custode è di sesso maschile. Riappare in Dragon Age: Inquisition come uno dei personaggi principali nonché alleato dell'Inquisitore anche se non si potrà controllare.

## Il personaggio
Personaggio molto cinico, umoristico ma allo stesso tempo con una visione del mondo molto più realistica. Essendo vissuta lontano dalla civiltà, Morrigan ha saputo imparare a vivere lontano dal lusso abituandosi a cosa la natura le offre, tuttavia non rifiuta le collane e altre oggetti luccicanti. Trova stupido come le donne si comportino e infatti ella preferisce non essere considerata una donna perché ritiene che non ha bisogno di essere giudicata dal sesso ma dalle sue abilità. In Dragon Age: Inquisition cambia considerevolmente il suo carattere diventando molto più saggia e se ha Kieran anche una madre affettiva. In questo capitolo anche Alistair, se lo incontra dirà che ella è cambiata e non è più la persona cinica e tetra di una volta.
Ripudia i Circoli dei maghi e secondo lei i maghi devono essere liberi e non soggiogati dai Templari.

## Storia

### Passato
Morrigan è una Strega delle Selve, una delle innumerevoli streghe appartenenti alle leggende delle Selve Korcari. È presumibilmente figlia di Flemeth, una strega avvolta da un'aura misteriosa e tanto temibile. Alla stessa figlia è ignoto il passato oscuro della madre che l'ha allevata lontano dalla società precludendole qualunque possibilità di interazione sociale con gli esseri umani (anche se la sua maestria nell'arte Mutaforma le ha permesso di trarre conforto dalla compagnia degli animali). Morrigan quindi è cresciuta maturando una sensazione di ostilità profonda verso qualunque umano compensata da un'alta dose di curiosità verso essi e i loro comportamenti quotidiani. È probabile che il padre di Morrigan, tuttora sconosciuto, fosse probabilmente di origine Chasind.

### Dragon Age: Origins
Appare la prima volta, ormai adulta, nelle Selve Korkari dove incontra Il Custode (protagonista di Dragon Age: Origins) in apprendistato per diventare Custode Grigio, insieme ad altre due reclute e al custode grigio Alistair. Ella rivela che ha sequestrato i documenti che cercavano loro e dopo averli condotti da sua madre restituisce loro i documenti e li conduce verso il loro accampamento. Flemeth salva Il Custode e Alistair dall'invasione della prole oscura a Ostagar conducendoli nella loro casa. Dopo averli informati della situazione Flemeth decide di prestare sua figlia Morrigan in aiuto dei due custodi per sconfiggere la Prole Oscura e Loghain, traditore del regno. La maga a malincuore accetta, anche se poi acconsente. I tre raggiungono il villaggio di Lothering e da qui in poi si organizzano per i piani futuri, ovvero, reclutare gli elfi, i nani, i maghi e chiedere aiuto allo zio di Alistair. Dopo aver lasciato il villaggio i tre reclutano diversi compagni e affrontano diversi ostacoli per raggiungere i loro obiettivi.
Durante l'avventura c'è la possibilità di accrescere il rapporto con Morrigan rendendolo molto stretto. Quando ella si fiderà del protagonista gli chiederà di recuperare il grimorio di Flemeth dalla capanna nelle Selve Korkari. Se si sceglie di recuperarlo ella lo leggerà e scoprirà che Flemeth è sopravvissuta nei secoli trasferendosi nel corpo delle figlie che cresceva. Morrigan chiederà al Custode di uccidere Flemeth. Si potrà scegliere se ucciderla o dire una bugia a Morrigan facendole credere di averla uccisa.
Dopo aver formato l'esercito per affrontare la prole oscura, il giorno prima della battaglia Morrigan rivelerà al protagonista che lei era a conoscenza del motivo perché solo i Custodi Grigi possono uccidere un arcidemone. Ella proporrà un patto al protagonista: se è di sesso maschile gli proporrà di trascorrere la notte con lei per concepire un figlio, così facendo nel momento che avrebbero ucciso l'arcidemone il Custode non sarebbe morto e la sua anima si sarebbe trasferita nel grembo di Morrigan. Se si accetta, indipendentemente se si ha una relazione o no con lei, il Custode trascorrerà una notte con Morrigan. Se invece il Custode è di sesso femminile, Morrigan chiederà al Custode di domandare ad Alistair o Loghain (in base alle scelte compiute nel gioco) se trascorrere la notte con lei e si potrà decidere se far accettare loro la proposta della strega. Se invece si rifiuta la proposta di Morrigan, ella scomparirà non partecipando alla battaglia. Se invece si accetta, ella rimarrà fino alla fine della battaglia e una volta sconfitto l'arcidemone ella scomparirà.
Nel DLC Caccia alle Streghe, ambientato un anno dopo, Il Custode è sulle tracce di Morrigan e cerca in ogni modo di trovarla. Ella ha rubato un libro elfico per riuscire ad attivare un antico manufatto elfico, un Eluvian, che le permetterà di recarsi in un luogo lontano. Se ha avuto il bambino ella utilizzerà l'Eluvian per andare in un luogo sconosciuto per addestrare suo figlio. Quando si troverà Morrigan si potrà decidere se lasciarla andare oppure pugnalarla, senza però ucciderla. Se si ha una relazione con lei si potrà decidere di andare via con lei ed ella accetterà.

### Dragon Age: Inquisition
Riappare otto anni dopo in Dragon Age: Inquisition come incantatrice della corte orlesiana. Incontrerà l'Inquisitore (protagonista di Dragon Age: Inquisition) dove alla fine del banchetto offrirà il suo aiuto nella lotta contro Corypheus. Ella si dirige a Skyhold dove rivela al protagonista che Corypheus intende impossessarsi di tutti gli Eluvian per entrare nell'oblio e diventare immortale.
Se in Dragon Age: Origins è stato effettuato il rituale, Morrigan porterà a Skyhold suo figlio, Kieran e in base alle scelte compiute il padre può essere Il Custode (se è di sesso maschile), Alistair o Loghain.
Morrigan si unirà all'inquisitore e ai suoi compagni nel raggiungere il tempio di Mythal per distruggere l'eluvian. Una volta raggiunto il tempio scoprono che Corypheus non vuole l'artefatto ma bere dal pozzo del dolore e apprendere tutto il sapere della magia. Una volta raggiunto il pozzo si potrà decidere se far bere l'inquisitore o Morrigan. Indipendentemente dalle scelte, una volta bevuto dal pozzo egli si prosciuga ed essi fuggono attraverso l'eluvian raggiungendo Skyhold. Una volta tornati alla fortezza scoprono che chi beve dal pozzo acquisisce ogni sapere della magia ma diventa vincolato alla dea Mythal. Morrigan scoprirà che Mythal è Flemeth. Indipendentemente dalle scelte compiute, Morrigan afferma a Flemeth che non tornerà mai più da lei.
Nella battaglia finale Morrigan si tramuta in un drago e affronta il drago di lyrium rosso di Corypheus venendo sconfitta. Dopo aver battuto il drago e Corypheus, Morrigan e suo figlio Keiran (se esiste), lasciano la fortezza per recarsi in luoghi sconosciuti.

## Altre apparizioni
Morrigan compare anche in una serie a fumetti prequel di Dragon Age: Origins pubblicata nel 2009. Morrigan appare insieme al comandante Shepard, protagonista del franchise Mass Effect sempre della Bioware, come personaggi cameo in MySims SkyHeroes , il sesto gioco del franchise MySims di EA.

## Storia d'amore
Un Custode maschile di qualunque razza può iniziare una relazione con lei.
Se si inizia a flirtare con lei, all'inizio ella sarà un po' contraria alla cosa perché si ritiene la persona meno adatta a iniziare una relazione con una persona. Per aumentare la stima nei suoi confronti si possono fare dei regali tipo ciondoli o aiutarla nella sua ricerca del grimorio. Quando la sua fiducia sarà alta si potrà ottenere un bacio da lei ed ella proporrà di trascorrere la notte con lei. Da lì in poi s'inizia una relazione con Morrigan, solo se Il Custode è di sesso maschile. Nel DLC Caccia alle Streghe si potrà scegliere se andare via con lei e continuare la relazione. In Dragon Age: Inquisition se ha una relazione con Il Custode rivelerà all'Inquisitore che ha trascorso degli anni bellissimi con il suo amato e che una volta sconfitto Corypheus sarebbe ritornato da lui con Kieran.

## Accoglienza
Morrigan è stata accolta molto bene ed è considerata uno dei personaggi più popolari e riconoscibili della serie Dragon Age. Molti hanno lodato il carattere del personaggio molto dettagliato e la sua storia personale iniziata in Dragon Age: Origins e continuata fino a Dragon Age: Inquisition nonché lo sviluppo del suo personaggio. Morrigan è considerata il personaggio mascotte della serie, infatti è talmente popolare che durante i trailer promozionali di Dragon Age: Inquisition è lei la narratrice, ruolo che riprende alla fine di tale capitolo nella storia principale.
La sua doppiatrice, Claudia Black è stata molto apprezzata per la sua performance in Origins al punto da definirla la "Vera Protagonista del gioco". Claudia riprende a doppiare il personaggio in Inquisition e in base alle scelte compiute il figlio dell'attrice doppia per l'appunto il figlio di Morrigan.

## Curiosità
- Morrigan, insieme a Leliana, è uno dei personaggi più importanti della saga che ha avuto la possibilità di incontrare i protagonisti della saga, tuttavia a differenza di Leliana e Alistair, non ha mai incontrato Hawke (protagonista di Dragon Age II).
- Il doppiatore inglese di Kieran è Odin Black, figlio di Claudia Black la doppiatrice inglese di Morrigan.